# Баня-Березов
Ба́ня-Берёзов (укр. Баня-Березів) — село в Яблоновской поселковой общине Косовского района Ивано-Франковской области Украины.
Население по переписи 2001 года составляло 1260 человек. Почтовый индекс — 78610. Телефонный код — 3478.

## Религия
В селе действует приход УГКЦ. Настоятель отец Михаил Дрогомирецкий. 

### Визитации
В 2024 году село посетил епископ [[Петр (Голиней).

## Известные люди
- Лейбюк, Роман Васильевич участник Олимпийских игр, родился в селе.
- Петр (Голиней) епископ Коломыский УГКЦ посетил село с визитацией.

## Памятки
- Церковь святых Петра и Павла 1892 года[3]